# GSC3728-1142
GSC3728-1142 — хімічно пекулярна зоря спектрального класу A0, що має видиму зоряну величину в смузі V приблизно 11,0.